# Bank of Credit and Commerce International

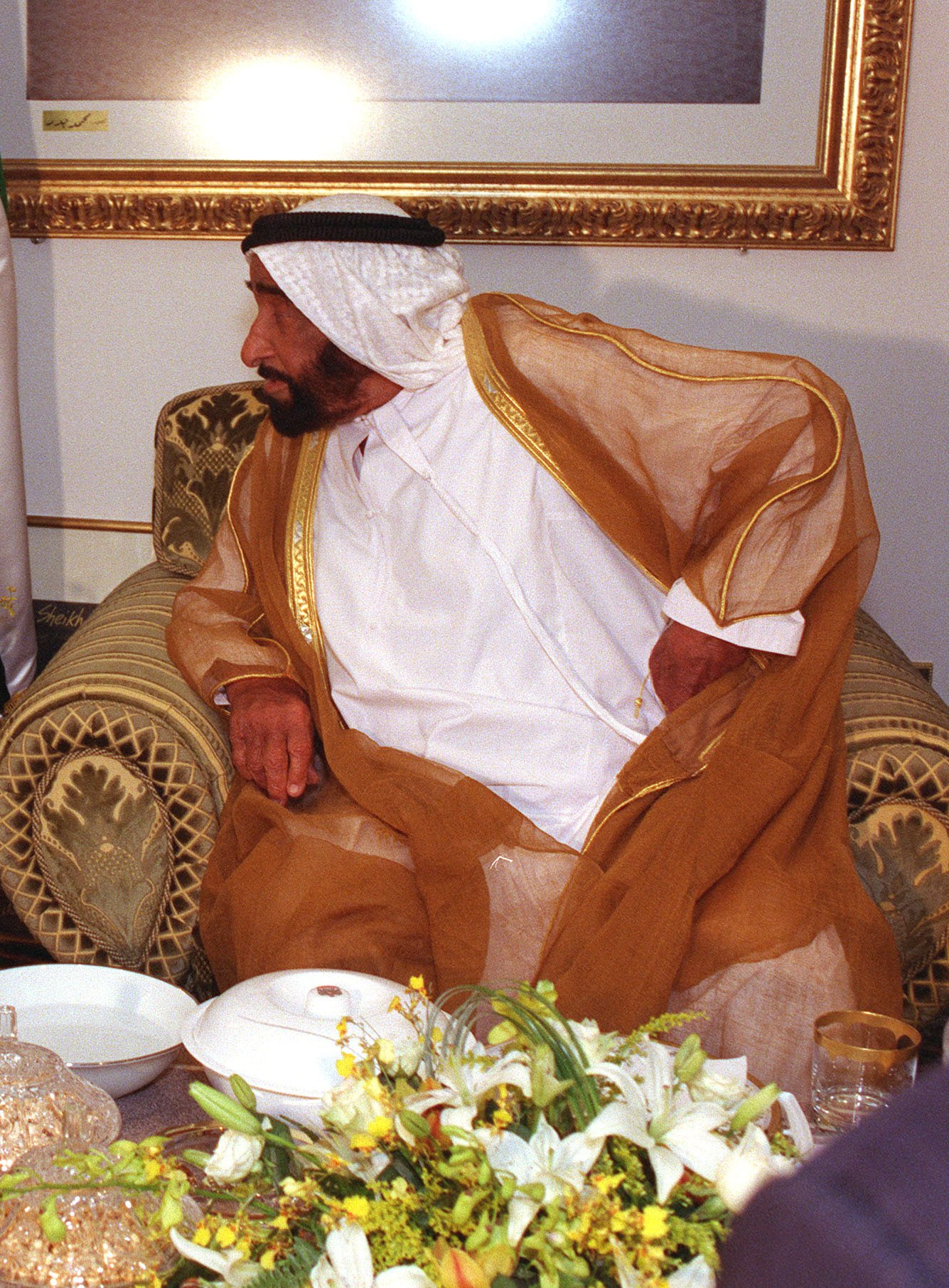
Scheich Zayid bin Sultan Al Nahyan (1998)

Die Bank of Credit and Commerce International (BCCI) war eine 1972 von dem Pakistaner Agha Hasan Abedi gegründete internationale Großbank. Sie war in Luxemburg registriert und hatte Hauptstellen in London und Karachi. Auf dem Höhepunkt ihrer Geschichte operierte das Institut in 78 Ländern, hatte über 400 Niederlassungen und verfügte über Einlagen in Höhe von ca. 25 Mrd. US-Dollar. Im Jahr 1991 geriet die BCCI in den Mittelpunkt des bis dahin größten internationalen Finanzskandals, der als „Der größte Betrug in der Geschichte der Menschheit“ und als der „Über-20-Milliarden-Raub“ bezeichnet wurde.
US-amerikanische und britische Ermittlungsbehörden stellten im Verlauf ihrer Untersuchungen fest, dass das Geldinstitut in Geldwäsche, Bestechung, Waffenhandel und den Verkauf von Nukleartechnologie verwickelt war, den Terrorismus unterstützte, Steuerhinterziehung initiierte und förderte sowie mit Schmuggel, illegaler Einwanderung, dem illegalen Kauf von Immobilien und Banken sowie der Förderung von Prostitution in Verbindung stand. Eine von dem damaligen US-Senator John Kerry geführte Untersuchung kam zu dem eindeutigen Ergebnis, dass unter anderem der ehemalige panamaische Diktator Manuel Noriega die Bank nutzte, um Drogengeld des Medellín-Kartells zu waschen. Nach dem Zusammenbruch des Instituts stellten die Ermittler fest, dass die Bank wertlos war und mehr als 13 Mrd. US-Dollar spurlos verschwunden waren.
Die Ermittler enthüllten, dass „die BCCI bereits mit der Zielsetzung gegründet worden war, gezielt zentralisierte behördliche Überprüfungen zu vermeiden und die gesetzlichen Bestimmungen zum Bankgeheimnis weitreichend auszunutzen. Die die Bank betreffenden Vorgänge sind außergewöhnlich komplex. Die Mitarbeiter der Bank waren hochqualifizierte internationale Finanzexperten, die das offenkundige Ziel hatten, ihre Geschäftsaktivitäten geheim zu halten, Betrug in einer außergewöhnlichen Größenordnung zu begehen und der Entdeckung zu entgehen“. Die BCCI unterhielt unternehmenseigene nachrichtendienstliche und diplomatische Strukturen sowie Speditionen und Handelsunternehmen.
Das als Konkursverwalter eingesetzte Unternehmen Deloitte & Touche initiierte ein Verfahren gegen die beiden mit der Revision des Instituts beauftragten Prüfungs- und Beratungsgesellschaften Price Waterhouse und Ernst & Young, es wurde 1998 gegen eine Zahlung von 175 Mio. US-Dollar eingestellt. 1999 wurde eine weitere Klage über rund 400 Mio. US-Dollar gegen den Emir von Abu Dhabi, Zayid bin Sultan Al Nahyan, eingereicht, der der bedeutendste Anteilseigner der Bank war. Gläubiger des Instituts reichten infolge der Insolvenz auch eine Klage über 1 Mrd. US-Dollar gegen die Bank of England aufgrund ihrer Rolle als Genehmigungsbehörde ein. Im Januar 2004 wurde der Prozess nach einem neunjährigen Streit um die gesetzliche Immunität des britischen Instituts eröffnet; im November 2005 stellte der Konkursverwalter Deloitte & Touche nach einer Entscheidung des Londoner High Court sämtliche Maßnahmen gegen die britische Institution ein, da er sie nicht länger als im Interesse der Gläubiger liegend betrachtete. Die Verfahrenskosten beider Seiten beliefen sich auf mehr als 100 Mio. £.

## Geschichte
Die BCCI wurde 1972 von dem aus Indien stammenden Agha Hasan Abedi in Pakistan gegründet. Abedi hatte bereits 1959 die United Bank Ltd (UBL) als United Bank of Pakistan gegründet und entschloss sich, nach der Verstaatlichung dieses Instituts im Jahr 1971 eine neue internationale Bank zu schaffen.
Das Kapital zur Gründung des neuen Instituts stammte von Sheikh Zayed bin Sultan Al Nahayan, Emir von Abu Dhabi in den Vereinigten Arabischen Emiraten, sowie der Bank of America (25 %). Mehrere Autoren gehen davon aus, dass sich auch die CIA bei der Gründung der Bank finanziell erheblich engagierte. Der amerikanische Nachrichtendienst benötigte einen Finanzierungskanal zur Unterstützung der afghanischen Mudschahedin-Gruppierungen ähnlich dem Investors Overseas Service und der Nugan Hand Bank. Die Mehrheit des Gründungskapitals der BCCI stammte aus Abu Dhabi.
In den 1970er Jahren wuchs die BCCI sehr schnell und stellte hierbei das Wachstum der Einlagenhöhe gegenüber dem Gewinn in den Vordergrund, sie zielte hierbei insbesondere auf Personen mit hohem Eigenkapital und auf die Schaffung hoher regulärer Bankguthaben ab. Das Unternehmen differenzierte sich im Verlauf des rasanten Wachstums immer stärker zu einer Firmengruppe aus, so teilte sich die Bank im Rahmen der BCCI Holdings in die BCCI S. A. (Luxemburg) und die BCCI Overseas (Grand Cayman).
Parallel erwarb die BCCI weitere Banken, beispielsweise 1976 die Banque de Commerce et Placements (BCP) (Genf), und gründete die KIFCO (Kuwait International Finance Company), die Credit & Finance Corporation Ltd, und eine Reihe von Firmen mit Sitz auf den Cayman-Inseln, die unter der Bezeichnung ICIC (International Credit and Investment Company Overseas, International Credit and Commerce Overseas usw.) agierten. Das Institut wuchs rasant. 1973 wies die BCCI mit 19 Niederlassungen in fünf Ländern Einlagen in Höhe von 200 Mio. US-Dollar auf, 1974 betrieb die Bank bereits 27 und 1976 108 Niederlassungen bei einer Einlagesumme von 1,6 Mrd. US-Dollar.
Das Wachstum zog erhebliche Finanzierungsprobleme nach sich. Bereits 1977 war die finanzielle Zwangslage der Bank so existentiell bedrohlich, dass die britische Zeitung The Guardian später dazu feststellte, dass die BCCI zu diesem Zeitpunkt „mit großer Sicherheit bereits insolvent war“. Um den Geschäftsbetrieb aufrechterhalten zu können, ging die Bank in Folge dazu über, ihre Betriebskosten ähnlich einem Schneeballsystem aus den Einlagen ihrer Kunden zu decken, statt diese anzulegen. Dennoch setzte die BCCI ihren Expansionskurs fort und betrat 1979 den afrikanischen und in den frühen 1980er Jahren den asiatischen Finanzmarkt. Sie war eine der ersten ausländischen Banken, die eine Banklizenz für die chinesische Sonderwirtschaftszone Shenzhen erhielten. Einige der bedeutendsten chinesischen Großbanken waren Depositeninhaber in der Shenzhen-Niederlassung der BCCI.
1980 verfügte die BCCI über Einlagen in Höhe von über 4 Mrd. US-Dollar und über 150 Niederlassungen in 46 Ländern. Die Bank of America als Abedis ursprünglicher Geschäftspartner in den USA war bestürzt über das Geschäftsgebaren des Partners und reduzierte 1980 seine Beteiligung an der BCCI. In Folge wurden die Unternehmensanteile durch mehrere andere Unternehmensgruppen gehalten, von denen die ICIC mit einem Anteil in Höhe von 70 Prozent die bedeutendste war. 1989 wurde der Anteil von ICIC auf 11 Prozent reduziert, während Unternehmensgruppen aus Abu Dhabi fast 40 Prozent der Anteile hielten und BCCI-Strohmänner weitere bedeutende Anteile hielten.
1991 benannte das Time Magazine in einer umfassenden Titelgeschichte die prominentesten Kunden des Instituts, unter anderem den Führer der Contras Adolfo Calero, Manuel Noriega, Saddam Hussein, Daniel Ortega, Ferdinand Marcos, den peruanischen Präsidenten Alan García und Waffenhändler wie zum Beispiel Adnan Khashoggi.
Der strukturelle Aufbau des Geldinstituts war ungewöhnlich. Er beruhte auf einer strikten Abschottung der einzelnen Gliederungen der Organisationsstruktur. Die Bank verfügte über 248 Manager und General Manager, die allesamt nur an zwei Personen an der Unternehmensspitze, Abedi und den Vorstandsvorsitzenden (CEO) Swaleh Naqvi, zu berichten hatten.
Der in den USA sehr bekannte Strafverteidiger Francis Lee Bailey und der Staatsanwalt des Bundesstaates Florida Richard Gerstein waren Direktoren der CenTrust Federal Savings Bank, einem erfolglosen Ableger der BCCI.
Die BCCI hatte ein ungewöhnliches jährliches Prüfungssystem: Price Waterhouse betreute als zuständiger Prüfer BCCI Overseas, während Ernst & Young BCCI und BCCI Holdings (London und Luxemburg) auditierte. Andere Unternehmen wie KIFCO und ICIC wurden weder von dem einen noch von dem anderen Prüfer durchleuchtet. Im Oktober 1985 wiesen die Bank of England und die Luxemburger Zentralbank (damals noch IML), nachdem sie auf Berichte über finanzielle Verluste der BCCI an den Warentermin- und Finanzmärkten aufmerksam geworden waren, die Bank an, zukünftig auf die Prüfung durch einen einheitlichen Prüfer umzustellen. Price Waterhouse übernahm 1987 die Rolle des ausschließlich zuständigen Prüfers.
1988 wurde die BCCI in Tampa, Florida, in ein auf Drogengeld basierendes Geldwäschesystem verwickelt, den sogenannten Fall C-Chase Operation. In diesem Zusammenhang wurde die BCCI als Geldwäscheeinrichtung der CIA bezeichnet. Die BCCI bekannte sich 1990 auf Grundlage des Respondeat Superior schuldig.
1990 enthüllte eine Wirtschaftsprüfung durch Price Waterhouse einen unerklärlichen Verlust über mehrere 100 Mio. US-Dollar. Nach anschließenden Gesprächen der Bank mit Scheich Zayed glich dieser die Verluste aus und erhöhte im Gegenzug seinen Anteil am Unternehmen auf 78 Prozent. In Folge dieser Anteilserhöhung wurde ein großer Teil der Firmenunterlagen der BCCI nach Abu Dhabi verbracht.

## Soziales Engagement
Die Bank gründete die Third World Foundation in London, welche eine regelmäßige Publikation namens Third World Quarterly verbreitete und sich der Förderung des Urdu und seiner Literatur durch die Urdu Markaz in London widmete.
Abedi unterstützte die Gründung der BCCI Foundation (heute Infaq Foundation) in Pakistan, die Schriftsteller, Gelehrte und Künstler unterstützt. Diese Stiftung hatte Niederlassungen in Delhi und Dhaka. Die in Karachi residierende Infaq Foundation hat Mittel zur Verfügung, deren Höhe auf ca. 1,3 Mrd. Rupien (ungefähr 21,67 Mio. US-Dollar) geschätzt werden. Vorsitzender der Stiftung in den Jahren von 1983 bis 1995 war der ehemalige Präsident Pakistans Ghulam Ishaq Khan. Gegenwärtig wird die Stiftung von Fakhruddin G Ibrahim geleitet.
Abedi gründete auch die BCCI FAST Foundation, die sich die Förderung der technischen Ausbildung in der Informatik zum Ziel gesetzt hatte. Die durch diese Stiftung zur Verfügung gestellten Finanzmittel ermöglichten die Gründung von Hochschulen in Islamabad, Lahore und Karachi.

## Der Sandstorm-Bericht
Im März 1991 beauftragte die Bank of England die Prüfungsgesellschaft Price Waterhouse mit einer Untersuchung. Am 24. Juni 1991 übergaben die Prüfer ihre Ergebnisse in Gestalt des Sandstorm-Berichts, wobei der Begriff „Sandstorm“ als Tarnname für die BCCI verwendet wurde. Der Bericht kam zu dem Ergebnis, dass die BCCI weitreichend in „Betrügereien und Manipulationen“ verwickelt war. Der Bericht wird von den Behörden Großbritanniens noch immer größtenteils unter Verschluss gehalten.

### Unterstützung des Terrorismus

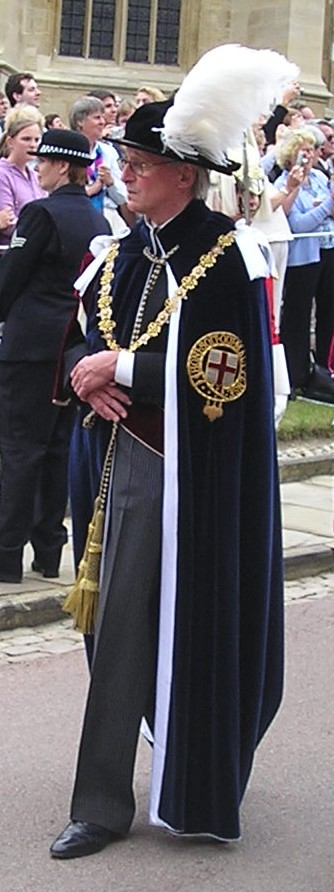
Thomas Henry Binghams Bericht zeigt, dass der MI5 bereits 1987 über die Nutzung der BCCI durch Abu Nidal informiert war.

Der Sandstorm-Bericht informierte in den durch Indiskretionen in die Hände der Sunday Times gelangten Teilen darüber, wie die Gruppe des Terroristen Abu Nidal, die Abu-Nidal-Organisation (ANO), die Niederlassung der BCCI in der Londoner Sloane Street als Geschäftsverbindung nutzte. Der britische Inlandsnachrichtendienst MI5 hatte zwei Quellen in der Niederlassung des Geldinstituts angeworben, die ihm Kopien aller Dokumente, die mit den Konten des Terroristen in Verbindung standen, zukommen ließen. Eine dieser Quellen war der in Syrien geborene Abteilungsleiter Ghassan Qassem, der zweite ein junger britischer Angestellter. Qassem schilderte Reportern später, dass er Abu Nidal, der in diesem Fall den Namen Shakir Farhan nutzte, in London wiederholt durch mehrere Geschäfte geführt habe, um ihm beim Kauf einer Krawatte und Zigarren zu helfen, ohne zu erkennen, wer dieser war. Diese Enthüllung führte 1991 zu der Schlagzeile der englischen Zeitung London Evening Standard: "I Took Abu Nidal Shopping" ("Ich führte Abu Nidal einkaufen").
Der Verbindungsmann Abu Nidals zu den BCCI-Konten war ein im Irak lebender Araber namens Samir Najmeddin oder Najmedeen. Während der 1980er Jahre stellte die BCCI Kreditbriefe über mehrere Millionen US-Dollar für Najmeddin aus, die größtenteils für Waffengeschäfte mit dem Irak verwendet wurden. Qassem schwor später in einem Affidavit, dass Najmeddin häufig von einem Amerikaner begleitet wurde, den Qassem später als den Finanzier Marc Rich identifizierte. Rich wurde später in einem anderen Zusammenhang in den USA wegen Steuerhinterziehung und illegaler Geschäfte angeklagt, floh aus dem Land und erhielt schließlich am 20. Januar 2001 von Bill Clinton eine umstrittene Begnadigung.
Nachdem Thomas Henry Bingham, Lord Chief Justice of England and Wales im Oktober 1992 seine öffentliche Untersuchung zur Schließung der BCCI abgeschlossen hatte, schrieb er einen als geheim eingestuften 30-seitigen Anhang (zumeist als Appendix 8 bezeichnet), in dem er auf die Rolle der Nachrichtendienste in diesen Vorgängen einging. Das Dokument zeigt, dass der MI5 1987 erfahren hatte, dass Abu Nidal eine Firma namens SAS Trade and Investment in Warschau als Tarnung für Waffengeschäfte der ANO verwendete, deren Direktor der in Bagdad lebende Najmeddin war. Sämtliche Geschäfte der SAS wurden über die BCCI Niederlassung in der Sloane Street abgewickelt, darunter der Kauf von verschiedenen Feuerwaffen, Nachtsichtgeräten und gepanzerten Mercedes-Benz-Fahrzeugen, die mit getarnten Granatwerfern ausgestattet waren. Die US-Dollar-Umsätze bei diesen Geschäften bewegten sich häufig im zweistelligen Millionenbereich. Finanziert wurden sie durch irreführende Kreditbriefe der Sloane-Street-Niederlassung der BCCI.
Die Bankunterlagen bewiesen Waffengeschäfte der ANO mit mehreren Staaten im Nahen Osten und der DDR. Diese Transaktionen wurden von 1987 bis zur Schließung der Bank 1991 durch britische Nachrichtendienste und die CIA überwacht, sie wurden nicht unterbunden, weder die betroffenen ANO-Mitglieder noch die Lieferanten wurden verhaftet.

## Offizielle Schließung des Instituts
Am 5. Juli 1991 schloss die Bank of England die BCCI. Ungefähr eine Million Anleger wurden durch diese Entscheidung betroffen.
1992 übergaben die US-Senatoren John Kerry und Hank Brown einen gemeinsamen Bericht über die BCCI an das United States Senate Committee on Foreign Relations. Der Skandal um die BCCI war Bestandteil einer Reihe von Verbrechen und Katastrophen, die in Großbritannien zur Verabschiedung des Public Interest Disclosure Act 1998 führten.
Der Bericht kam zu dem Ergebnis, dass der ehemalige US-Verteidigungsminister Clark Clifford und sein Geschäftspartner, der Kaufmann Robert A. Altman, mit der Bank von 1978 bis 1991 in regelmäßigen, engen Beziehungen standen, nachdem der enge Berater Jimmy Carters, Thomas Bertram Lance, den Kontakt hergestellt hatte. Clifford und Altman sagten gegenüber dem Komitee aus, dass sie keinerlei verdächtiges Verhalten der BCCI beobachtet hätten. Die US-amerikanischen Bundesbehörden erhoben zunächst Anklage und brachten ein lebenslanges Verbot gewerblichen Bankhandelns ins Gespräch. Aufgrund des hohen Alters und des sich schnell verschlechternden Gesundheitszustands Cliffords wurden diese Maßnahmen bei ihm nicht mehr umgesetzt. Altman wurde hingegen durch den New Yorker Bezirksstaatsanwalt Robert M. Morgenthau angeklagt. Obwohl der Prozess keine Haftstrafe nach sich zog, stimmte Altman einem lebenslangen Verbot gewerblicher Banktätigkeit zu, bei einem eventuellen Verstoß droht ihm die Strafverfolgung durch die Securities and Exchange Commission.
Agha Hasan Abedi starb 1995 in Pakistan, nachdem sämtliche Forderungen nach seiner Auslieferung von den dortigen Behörden abgelehnt worden waren.
Abbas Gokal erhielt mit 14 Jahren Haft, später auf 17 Jahre verlängert, die schärfste Bestrafung für einen Betrug in der jüngeren britischen Geschichte.
Swaleh Naqvi wurde sowohl in Abu Dhabi als auch den USA zu langjährigen Haftstrafen verurteilt. In beiden Ländern kam es im Umfeld der Ermittlungen zu weiteren Verurteilungen.
Im Jahr 2002 stellten Denis Robert und Ernest Backes, die ehemalige Nummer drei der häufig auch als „Bank der Banken“ bezeichneten Clearinggesellschaft Clearstream, fest, dass die Aktivitäten der BCCI, nach deren offizieller Schließung, anscheinend, unter Verwendung der Microfiches der illegalen Geheimkonten Clearstreams, fortgeführt worden waren.

## Ehemalige Direktoren
- Chalid bin Mahfuz fungierte als Direktor ohne Geschäftsbereich. Er hielt 20 Prozent der Aktien des Instituts in seinem Privatbesitz. Mahfuz wurde vor einem Geschworenengericht des Staates New York des Betruges angeklagt. Das Verfahren wurde eingestellt, nachdem der Angeklagte einwilligte, statt eventueller Geldstrafen eine Summe von 225 Mio. US-Dollar zu zahlen.[20]
- Alfred Hartmann (* 1923)

## Sonstiges
Der für seine grafische Darstellung konspirativer Beziehungsgeflechte bekannte US-Künstler Mark Lombardi sollte im März 2000 sein Opus magnum BCCI, in dem er die Verflechtungen der Bank offenlegte, in New York präsentieren. Das Werk wurde jedoch zunächst durch einen technischen Defekt zerstört. Kurz darauf verstarb er.